# Fustiaria
Fustiaria is een geslacht van weekdieren uit de klasse van de Scaphopoda (tandschelpen).

## Soorten
- Fustiaria caesura (Colman, 1958)
- Fustiaria crosnieri Nicklès, 1979
- Fustiaria diaphana V. Scarabino & F. Scarabino, 2010
- Fustiaria electra V. Scarabino & F. Scarabino, 2010
- Fustiaria engischista (Barnard, 1963)
- Fustiaria gruveli (Dautzenberg, 1910)
- Fustiaria langfordi (Habe, 1963)
- Fustiaria liodon (Pilsbry & Sharp, 1897)
- Fustiaria maoria Maxwell, 1992 †
- Fustiaria mariae Scarabino, 2008
- Fustiaria nipponica (Yokoyama, 1922)
- Fustiaria polita (Linnaeus, 1767)
- Fustiaria rubescens (Deshayes, 1825)
- Fustiaria steineri V. Scarabino, 2008
- Fustiaria stenoschiza (Pilsbry & Sharp, 1897)
- Fustiaria vagina Scarabino, 1995